# Laguna José Ignacio
La laguna José Ignacio es una pequeña laguna de Uruguay ubicada en el departamento de Maldonado, se encuentra próxima a la localidad atlántica de José Ignacio. 
Tiene una extensión de 8 km en su parte más ancha.
Recibe al arroyo José Ignacio, a las cañadas de la Colina y de la Totora, y al arroyo Magdalena Sosa. 
Forma una barra hacia el Océano Atlántico. Es un sitio interesante para el avistamiento de aves. Ha sido denominada IBA, por su importancia ornitológica.